# Discografia de Bella Thorne
A discografia de Bella Thorne, uma cantora de música pop-rap estadunidense, compreende duas trilhas sonoras e sete singles, sendo três próprios e uma participação, além de outras duas outras aparições em álbuns e colaborações. Em 21 de junho de 2011 lançou seu primeiro single, "Watch Me", com a participação de sua companheira de atuação Zendaya. A canção alcançou a posição de número oitenta e seis na Billboard Hot 100, sessenta e quatro na Billboard Digital Songs e nove no Top Heatseekers. No mesmo ano é lançada a primeira trilha sonora de seu seriado, Shake It Up: Break It Down, que atinge a posição de número vinte e dois na Billboard 200, e um no Top Soundtracks e no Kid Albums. Ainda faz uma participação na canção "Bubblegum Boy", da cantora de teen pop Pia Mia, composta e produzida por Baby Face.
Em 6 de março de 2012 lança seu segundo single, "TTYLXOX", que atinge a posição noventa e sete na Billboard Hot 100. A segunda trilha sonora do seriado, contendo a faixa e um mash-up junto com Zendaya, é liberada em 20 de março alcançando a posição dezesete na Billboard 200, dois no Top Soundtracks e um no Kid Albums.
Em 2014, Bella lanço seu primeiro single call it whatever.
Bella em 2018 participou da trilha sonora de Midnight Sun no qual é protagonista, fazendo cinco músicas para a trilha sonora sendo os singles "Burn So Bright" e "Walk With Me" os principais da trilha sonora do filme.
Em 2018 foi anunciado que Thorne está trabalhando em seu primeiro álbum de estúdio, chamado de What Do You See Now?, seu lançamento está previsto para 2021. O álbum está sendo produzido pela sua própria gravadora Filthy Fangs e Bella também assinou contrato com a Epic Records em 2018.

## Álbuns

### Extended plays
| Título                      | Detalhes                                                                                 |
| --------------------------- | ---------------------------------------------------------------------------------------- |
| Made in Japan (com Zendaya) | - Lançamento: 21 de Agosto de 2012 - Formatos: Download Digital - Gravadora: Walt Disney |
| Jersey                      | - Lançamento: 17 de Novembro de 2014 - Formatos: Download Digital - Gravadora: Hollywood |

### Álbuns de Estúdio
| Título               | Detalhes                                                                 |
| -------------------- | ------------------------------------------------------------------------ |
| What Do You See Now? | - Lançamento: 2021 - Formato: Download Digital - Gravadora: Filthy Fangs |

## Singles

### Como artista principal
| " Watch Me " (com Zendaya )                                                           | 2011 | 86 | —  | —  | —   | - RIAA : Ouro    | Shake It Up: Break It Down |
| "TTYLXOX"                                                                             | 2012 | 97 | —  | 71 | 170 |                  | Shake It Up: Live 2 Dance  |
| "Fashion Is My Kryptonite" (com Zendaya)                                              | 2012 | —  | —  | —  | —   |                  | Made in Japan              |
| "Contagious Love" (com Zendaya)                                                       | 2013 | —  | —  | —  | —   |                  | Shake It Up: I Love Dance  |
| "Call It Whatever"                                                                    | 2014 | —  | 10 | —  | —   | Single sem álbum |                            |
| "Burn So Bright"                                                                      | 2018 | —  | —  | —  | —   |                  | Midnight Sun               |
| "Walk With Me"                                                                        | 2018 | —  | —  | —  | —   |                  | Midnight Sun               |
| B*TCH I'M BELLA THORNE                                                                | 2018 | —  | —  | —  | —   |                  | What Do You See Now?       |
| G.O.A.T                                                                               | 2018 | —  | —  | —  | —   |                  | What Do You See Now?       |
| P*SSY MINE                                                                            | 2018 | —  | —  | —  | —   |                  | What Do You See Now?       |
| "Lonely"                                                                              | 2020 | —  | —  | —  | —   |                  | TBA                        |
| "SFB"                                                                                 | 2020 | —  | —  | —  | —   |                  | TBA                        |
| "Shake It"                                                                            | 2021 | —  | —  | —  | —   |                  | TBA                        |
| "Phantom" (featuring Malina Moye)                                                     | 2021 | —  | —  | —  | —   |                  | TBA                        |
| "-" denota lançamentos que não foram gráficos ou não foram lançados nesse território. |      |    |    |    |     |                  |                            |

### Como artista convidada
| Canção                                                                 | Ano  | Álbum              |
| ---------------------------------------------------------------------- | ---- | ------------------ |
| "Can't Stay Away" (IM5 featuring Bella Thorne)                         | 2012 | Singles sem álbuns |
| "Just Call" (Prince Fox featuring Bella Thorne)                        | 2017 | Singles sem álbuns |
| "Salad Dressing" (Borgore featuring Bella Thorne)                      | 2017 | Singles sem álbuns |
| "Clout 9" (LIL PHAG featuring Bella Thorne, Tana Mongeau and Dr. Woke) | 2018 | Singles sem álbuns |
| "Do Not Disturb" (Steve Aoki featuring Bella Thorne)                   | 2018 | Neon Future III    |
| "Hard" (Ashley All Day featuring Bella Thorne)                         | 2019 | Plug Diaries       |

### Singles promocionais
| "Watch Me" (com Zendaya)                                                              | 2011 | 86 | 9 | - RIAA: Ouro | Shake It Up: Break It Down |
| "Bubblegum Boy" (com Pia Mia)                                                         | 2011 | —  | — |              | Non-album single           |
| "Fashion Is My Kryptonite" (com Zendaya)                                              | 2012 | —  | — |              | Made in Japan              |
| "Contagious Love" (com Zendaya)                                                       | 2013 | —  | — |              | Shake It Up: I Love Dance  |
| "-" denota lançamentos que não foram gráficos ou não foram lançados nesse território. |      |    |   |              |                            |

## Outras aparições
| Título                                     | Ano  | Outro(s) artista(s)   | Álbum                                        |
| ------------------------------------------ | ---- | --------------------- | -------------------------------------------- |
| "Something to Dance For / TTYLXOX Mash-Up" | 2012 | Zendaya               | Shake It Up: Live 2 Dance                    |
| "Rockin' Around the Christmas Tree"        | 2012 | —                     | Disney Channel Holiday Playlist              |
| "This Is My Dance Floor"                   | 2013 | Zendaya               | Shake It Up: I Love Dance                    |
| "Blow the System"                          | 2013 | —                     | Shake It Up: I Love Dance                    |
| "Get'cha Head In the Game"                 | 2013 | —                     | Shake It Up: I Love Dance                    |
| "Christmas Wrapping"                       | 2013 | —                     | Holidays Unwrapped                           |
| "Ring Ring (Hey Girls)"                    | 2014 | —                     | Disney Channel: Play It Loud                 |
| "Let's Get Tricky"                         | 2014 | Roshon Fegan          | Disney Channel: Play It Loud                 |
| "Bad Case of U"                            | 2014 | —                     | Mostly Ghostly: Have You Met My Ghoulfriend? |
| "Reaching"                                 | 2018 | —                     | Midnight Sun                                 |
| "Sweetest Feeling"                         | 2018 | —                     | Midnight Sun                                 |
| "Let the Light In"                         | 2018 | —                     | Midnight Sun                                 |
| "Hard"                                     | 2019 | Ashley All Day        | Plug Diaries                                 |
| "Bang!"                                    | 2020 | Drty Lndry and Kanner | Chick Fight - Round One                      |

## Outras canções nas paradas
| Title                   | Year | Peak chart positions | Album                     |
| ----------------------- | ---- | -------------------- | ------------------------- |
| "The Same Heart"        | 2012 | 4                    | Made In Japan             |
| "Made In Japan"         | 2012 | 3                    | Made In Japan             |
| "This Is My Dance Floor | 2013 | 2                    | Shake It Up: I Love Dance |
| "Blow The System        | 2013 | 20                   | Shake It Up: I Love Dance |

## Vídeos musicais
| Título                           | Ano  | Diretor         |
| -------------------------------- | ---- | --------------- |
| "Watch Me"                       | 2011 | Marc Klasfeld   |
| "Bubblegum Boy"                  | 2011 | Asha ByBe       |
| "Something To Dance For/TTYLXOX" | 2012 | Sanaa Hamri     |
| "Fashion is My Kryptonite"       | 2012 | Marc Klasfeld   |
| "Contagious Love"                | 2013 | Justin Francis  |
| "Call It Whatever"               | 2014 | Mickey Finnegan |
| "Burn So Bright"                 | 2018 | Desconhecido    |
| "B*TCH I'M BELLA THORNE"         | 2018 | Bella Thorne    |
| "G.O.A.T"                        | 2018 | Bella Thorne    |
| "Pussy Mine"                     | 2018 | Bella Thorne    |
| "Lonely"                         | 2020 | Bella Thorne    |
| "SFB"                            | 2020 | Bella Thorne    |
| "Shake It"                       | 2021 | Bella Thorne    |
| "Phantom"                        | 2021 | Bella Thorne    |

| Título            | Ano  | Artista Principal | Diretor      |
| ----------------- | ---- | ----------------- | ------------ |
| "Can't Stay Away" | 2012 | IM5               | Walid Azami  |
| "Just Call"       | 2017 | Prince Fox        | Joe Zohar    |
| "Salad Dressing"  | 2017 | Borgore           | Jack Craymer |
| "Clout 9"         | 2018 | LIL PHAG          | Bella Thorne |
| "Do Not Disturb"  | 2019 | Steve Aoki        | Bella Thorne |

| Título                          | Ano  | Artista                         | Diretor                  |
| ------------------------------- | ---- | ------------------------------- | ------------------------ |
| "Outta My Hair"                 | 2017 | Logan Paul                      | Eli Sokhn and Logan Paul |
| "Hefner"                        | 2017 | Tana Mongeau                    | Hunter Moreno            |
| "Bedroom Floor"                 | 2017 | Liam Payne                      | Declan Whitebloom        |
| "address on the internet"       | 2017 | MOD SUN                         | Bella Thorne             |
| "HABITS"                        | 2018 | COM3T                           | Bella Thorne             |
| "Clout 9"                       | 2018 | LIL PHAG Tana Mongeau Dr. Woke  | Bella Thorne             |
| "Trust Me"                      | 2018 | Bhad Bhabie feat. Ty Dolla $ign | Nicholaus Goossen        |
| "Be Somebody's"                 | 2020 | Ava Caceres                     | Stephen Wayne Mallett    |
| "finché le stelle non brillano" | 2021 | B3N                             | The Astronauts           |